# Wapello
Wapello é uma cidade localizada no estado americano de Iowa, no Condado de Louisa.

## Demografia
Segundo o censo americano de 2000, a sua população era de 2124 habitantes.
Em 2006, foi estimada uma população de 2042, um decréscimo de 82 (-3.9%).

## Geografia
De acordo com o United States Census Bureau tem uma área de
3,4 km², dos quais 3,3 km² cobertos por terra e 0,1 km² cobertos por água. Wapello localiza-se a aproximadamente 177 m acima do nível do mar.

## Localidades na vizinhança
O diagrama seguinte representa as localidades num raio de 20 km ao redor de Wapello.